# Satyr albo Dziki mąż

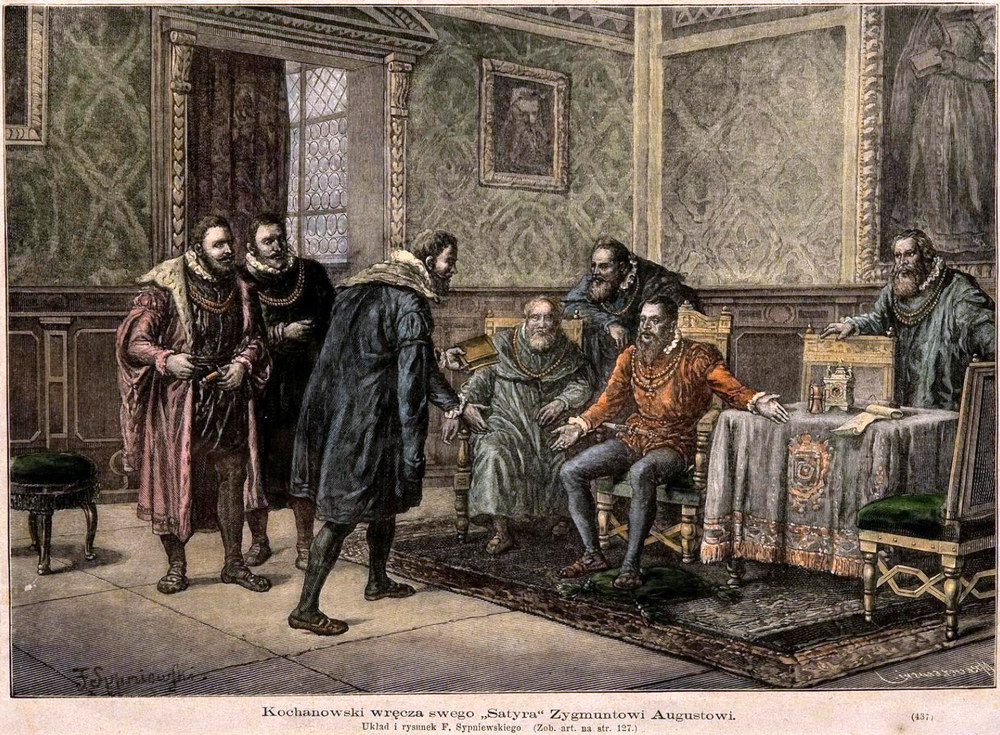
Kochanowski wręcza Satyra Zygmuntowi Augustowi rysunek Feliksa Sypniewskiego w Tygodniku Ilustrowanym (1884).

Satyr albo Dziki mąż – poemat satyryczno-polityczny Jana Kochanowskiego, napisany w 1563 roku, a wydany drukiem w 1564. Stanowi krytykę wad społeczeństwa polskiego, wyrażaną przez tytułowego bohatera. Kochanowski zadedykował go królowi Zygmuntowi Augustowi. Utwór wprowadził do literatury polskiej gatunek poematu satyrowego.

## Okoliczności powstania i publikacji utworu
Kochanowski napisał Satyra jesienią w 1563 roku (w październiku lub listopadzie), jednak być może rozmowy o stworzeniu takiego utworu prowadził ze swoim mecenasem, Piotrem Myszkowskim już 12 lub 13 lipca 1563 roku w Wilnie. Utwór został wydany w 1564. Był dedykowany królowi Zygmuntowi Augustowi.

## Zarys treści
Bohaterem utworu jest tytułowy satyr, który dawniej towarzyszył Bachusowi, a później ze swojej kryjówki w lesie obserwował społeczeństwo polskie i widział stopniowy jego upadek oraz zaprzepaszczenie dawnych wartości i dobrych obyczajów. Las opuścił z powodu huku siekier, jaki pojawił się wówczas,  gdy Polacy porzucili rzemiosło wojenne i zajęli się handlem. Satyr postanawia przemówić do Polaków i uświadomić im ich wady narodowe i popełniane błędy. Krytykuje m.in. nadmierne polemiki religijne, porzucenie chwały i umiejętności wojennych przez szlachtę, zajęcie się przez nią handlem zbożem i bydłem, osłabienie obronności kraju, zbytek i pieniactwo; proponuje reformę szkolnictwa i sądownictwa, odnowę moralną i powrót do dawnych, dobrych tradycji i obyczajów. Po zakończeniu wypowiedzi satyr zostaje przez zirytowanych słuchaczy przepłoszony motykami, służącymi do karczowania pni ściętych drzew.

## Konstrukcja postaci tytułowej
Kochanowski nawiązuje do postaci satyra (utożsamianego zazwyczaj z sylenem), występującego w tradycji antycznej w roli filozofa i moralizatora. Postacie te występowały w takiej roli w greckim dramacie satyrowym (jako chór). Sylen-moralizator pojawił się także w Eklodze IV Wergiliusza i Uczcie Platona (w tym ostatnim utworze Sylen został zestawiony z Sokratesem). Nobilitacji postaci satyra dokonał też Erazm z Rotterdamu w (znanych i czytanych przez Kochanowskiego) Adagiach – z postacią Satyra (niepozornego z zewnątrz, ale mądrego i moralnego) porównuje filozofów, apostołów i Jana Chrzciciela. Kochanowski korzystał z tej tradycji, tworząc postać samotnika i odmieńca, obserwującego społeczność i przejmującego się jej moralnością.
Podtytuł utworu nawiązuje z kolei do wywodzącej się ze średniowiecznego folkloru postaci „dzikiego męża”, odludka, żyjącego poza cywilizacją i społeczeństwem (często ze swoją partnerką, „dziką kobietą”), prostaka mogącego wytykać błędy społeczności. „Dziki mąż” pojawiał się często na szyldach, w zabawach karnawałowych, herbach, rycinach,  gobelinach i utworach literackich. W świadomości ludzi renesansu często utożsamiany był z satyrem. Kochanowski dokonał syntezy obu postaci; było to możliwe, ponieważ obie były tzw. personae leves – postaciami niskimi, nie wzniosłymi. Prawdopodobnie synteza podyktowana była chęcią sprostania różnorodnym skojarzeniom odbiorców – elita intelektualna kojarzyłaby antycznego satyra, natomiast prostej szlachcie lepiej znana była swojska postać „dzikiego męża”.

## Forma utworu
Utwór zbliżony jest budową do przemówienia wygłaszanego na sejmie (bohater zakłada odpowiedź innych na swoje wystąpienie, wychwytuje pomruki i komentarze słuchaczy, monolog kierowany jest do licznego audytorium, Satyr przemawia jednocześnie jako osoba z zewnątrz i jako przedstawiciel szlachty). Początek nawiązuje do oracji stosowanych na scenie teatralnej – Satyr używa formuły Tak jako mię widzicie..., która często była stosowana przez postacie wygłaszające prolog, poprzedzający przedstawienie.
Satyr napisany jest trzynastozgłoskowcem 7+6, zawiera dokładne, półtorazgłoskowe rymy. Występują w nim liczne przerzutnie, często podkreślające szczególnie istotne wyrazy, poprzez umiejscowienie ich na końcu wersu.

## Recepcja
Utwór był w okresie renesansu ceniony i popularny – około 1564 roku doczekał się trzech wydań, jednocześnie w dwóch oficynach wydawniczych – u Marka Szaffenberga i u Mateusza Siebenychera. Utwór chwalił m.in. Andrzej Patrycy Nidecki w listach do Stanisława Hozjusza. Pojawiły się liczne utwory inspirowane Satyrem, m.in. anonimowy Proteus abo Odmieniec (1564), Rozmowa Polaka z Litwinem Augustyna Rotundusa (1564) oraz Satyry Marcina Bielskiego.